# Jakoetië op het Türkvizyonsongfestival
De Russische deelrepubliek Jakoetië, in het festival ook wel aangeduid als Sacha, neemt sinds de eerste editie in 2013 deel aan het Türkvizyonsongfestival. De deelrepubliek heeft in totaal 3 keer deelgenomen aan het festival.

## Geschiedenis

### 2013
Jakoetië was een van de 25 deelnemende landen en regio's aan het eerste Türkvizyonsongfestival in 2013. Slechts twee weken voor het festival van start zou gaan, meldde Jakoetië zich nog aan als deelnemer. De Jakoetse omroep besliste intern wie namens de deelrepubliek naar het Turkse Eskişehir zou gaan.Enkele dagen later werd aangekondigd dat de keuze was gevallen op Olga Spiridonova met haar lied Kötütüöm, waardoor zij de eer kreeg om Jakoetië te vertegenwoordigen. In Turkije moest elke deelnemer eerst aantreden in de halve finale, waarbij Jakoetië als twintigste aan de beurt was. Bij het bekendmaken van de finalisten bleek dat Spiridonova zich niet had weten plaatsen voor de finale. De resultaten van de halve finale werden nooit bekend gemaakt.

### 2014
Het jaar nadien was Jakoetië weer van de partij. De omroep VGTRK besliste wederom intern welke act naar het festival zou trekken. Ditmaal viel de keuze op Vladlena Ivanova. De twee editie van het festival vond plaats in Kazan, Tatarije. In de halve finale kwam de Jakoetse inzending van Ivanova als veertiende aan de bak. Met 168 punten eindigde ze op de dertiende plaats en kwalificeerde zich zo niet voor de finale. Echter kwam men na het publiceren van de resultaten van de halve finale tot de conclusie dat Turkmenistan zichzelf vijf punten had gegeven, terwijl punten geven aan eigen land niet is toegestaan. Hierdoor zou Turkmenistan, dat oorspronkelijk wel naar de finale mocht, pas vijftiende eindigen in de halve finale en schoof Jakoetië op naar de twaalfde plaats. De organisatie besliste nadien om de vijftien beste landen van de halve finale naar de finale te sturen, waardoor ook Jakoetië nog naar de finale mocht. In die finale moest Ivanova als negende optreden, na Turkmenistan en voor Bulgarije. Toen alle punten binnen waren, bleek dat Jakoetië op de zevende plaats gestrand was.

### 2015
Ook voor de editie in 2015 meldde Jakoetië zich aan. De omroep selecteerde Dalaana om de Jakoetse vertegenwoordiger te zijn. Vanwege de ruzie tussen Rusland en Turkije eind 2015 vroeg de Russische regering aan de Russisch deelnemende gebieden om af te zien van deelname aan het festival. Hierop besloot de Jakoetse omroep onmiddellijk om toch niet deel te nemen.
Voor de editie in 2016 besloot de omroep om opnieuw deel te nemen aan het festival. Begin december werd het festival echter verplaatst naar maart 2017. Uiteindelijk werd ook deze datum verschoven naar september 2017 en nadien geannuleerd.

### 2020
Bij het festival in 2020 besloot de omroep niet te zullen deelnemen omdat het festival door de coronapandemie online plaatsvond en alle deelnemers hun inzending op voorhand moesten opnemen. Echter, de Jakoetse omroep kwam terug op haar beslissing en stuurde Umsuura naar Istanboel. Jakoetië kwam als 23ste aan de beurt en sloot de avond af op de tweede plaats, van de 26 deelnemers. Haar inzending Mokhsoğollor kwam 22 punten te kort om het festival te winnen.

## Jakoetse deelnames
| Jaar | Artiest          | Titel        | Fin. | Ptn. | Semi | Ptn. | Taal    |
| ---- | ---------------- | ------------ | ---- | ---- | ---- | ---- | ------- |
| 2013 | Olga Spiridonova | Kötütüöm     | X    | X    | -    | -    | Jakoets |
| 2014 | Vladlena Ivanova | Kyn          | 7    | 186  | 12   | 168  | Jakoets |
| 2020 | Umsuura          | Mokhsoğollor | 2    | 204  |      |      | Jakoets |

| Kleur | Betekenis      |
| ----- | -------------- |
|       | Eerste plaats  |
|       | Tweede plaats  |
|       | Derde plaats   |
|       | Laatste plaats |
|       | Gastland       |